# Джозуе Кардуччі
Джозуе Кардуччі (італ. Giosuè Alessandro Giuseppe Carducci; 27 липня 1835, П'єтразанта, Тоскана — 16 лютого 1907, Болонья) — італійський поет. Один із найвизначніших поетів Італії XIX століття.

## Життєпис
Кардуччі походить з древнього флорентійського роду. Батько, лікар і пристрасний прихильник Мандзоні, учив сина латині, і обходився з ним дуже суворо. Коли хлопчик виховував вовченя і сокола; дізнавшись про це, батько віддав комусь вовченя, а соколові скрутив шию. Оскаженіле дитя з тих пір зненавиділо не батька, а його улюбленого письменника — Манцоні. Неприхильність Кардуччі до останнього посилилася більше унаслідок того, що, замикаючи сина в кімнату, батько примушував його читати «Католицьку мораль» Манцоні. Ненависть Кардуччі до Манцоні дійшла до того, що він в своїх «Letture italiane scelte ed ordinate а uso delle scuole secondarie superiori» систематично виключав ім'я Манцоні. Мати Кардуччі, освічена жінка, противник всякого святенництва надала вплив до патріотизму і ненависть до німців і по трагедіях Альфієрі і патріотичним одам Поверни учила його азбуці. Писати вірші Кардуччі почав в десять років. Гімназичну освіту отримав в Флоренції, університетську — в Пізі; був викладачем риторики у Сан-Мініато, професором грецької мови у пістойському ліцеї, потім професором класичної літератури у університеті Болоньі. Тут Кардуччі залишався до останнього часу, коли прийняв звання сенатора. З Кардуччі була знайома королева Італії Маргарита.

## Творчість
Перша збірка віршів Кардуччі, що вийшла в 1857 ще в Сан-мініато: «Rime» та не отримала слави. Популярність Кардуччі отримав вперше в 1865, коли під псевдонімом «Enotrio Romano», надрукував вірш: «A Satana». Що викликало обговорення в Італії, спричинивши обурення консерваторів і клерикалів.
Літературною подією була також поява його «Odi Barbare» (1871), у якому він застосував новаторські віршовані форми, зробивши спробу ввести в італійське віршування класичну версифікацію з наголосами. По досконалості форми і стислості, «Odi Barbare» — один з найкращих творів Кардуччі.
Любов до вітчизни, прагнення до незалежності її і єдності — один з переважаючих мотивів музи енергії і войовничості Кардуччі. Він ратує одночасно проти світської влади та проти туману і перебільшень догматики, проти суспільної нерівності.
Великої сили і досконалості досягає Кардуччі в сатирі. Пристрасний і захопливий, він дуже схильний, проте, до особистих нападок, які в очах сучасників, додавали ще більше їдкості його сатирам. У збірках віршів Кардуччі є ніжні елегії, веселі канцони, витончені ідилії; у них виразності.
Нещадний ворог романтизму Кардуччі — ревностний шанувальник старовини; він прагне пожвавити форму і дух класицизму (наприклад в «Primavere Elleniche»). По суті у Кардуччі, як у письменника, подвійний ідеал: він поет революційний і поет-класик. Кардуччі цілком оригінальний поет; у нього були послідовники і школа.
Пооетичні твори (видавництво в Болоньї): «Juvenilia» (1880), «Levia Gravia» (1881), «Giambi ed Epodi» (1882), «Nuove Poesie» (1879), «Nuove Odi barbare» (1882), «Caira, Settembre 1799» (1883), «Rime Nuove» (Рим, 1887).
У прозі Кардуччі — майстерний художник слова. У Італії високо оцінено його статті про розвиток національної літератури. Цікаві праці про Данте, Петрарку, Кальдерона, Бокаччо, Джусті, Монті та інших письменників; ці роботи поміщено у збірник про латинську поезію Аріосто.

## Переклади українською
Вперше переклад Джозуе Кардуччі здійснив Павло Грабовський у 1895 році. Ряд віршів Кардуччі переклали Василь Білоцерківський та Михайло Орест  [Архівовано 5 липня 2020 у Wayback Machine.].